# Pleuraphodius ducorpsi
Pleuraphodius ducorpsi är en skalbaggsart som beskrevs av Renaud Maurice Adrien Paulian 1942. Pleuraphodius ducorpsi ingår i släktet Pleuraphodius och familjen Aphodiidae. Inga underarter finns listade i Catalogue of Life.